# 菅野文友
菅野 文友（かんの あやとも、1929年4月1日 - 2019年5月5日） は、日本の経営工学者。元東京理科大学教授。元日本信頼性学会会長。デミング賞本賞受賞。

## 人物・経歴
陸前国生まれ。1952年東北大学理学部地球物理学教室卒業。1963年技術士（生産管理部門品質管理）。1968年東北大学工学博士。日立製作所副技師長、岩手大学工学部情報工学科教授、東京理科大学工学部経営工学科教授、帝京技術科学大学大学院情報学研究科教授、宇宙開発委員会専門委員、日本科学技術連盟参与などを歴任。1982年中部品質管理協会顧問。1996年日本信頼性学会会長。

## 著書
- 『実践信頼性100問 : 基礎から応用まで』（塩見弘, 三觜武と共著）日科技連出版社 1976
- 『信頼性工学の基礎』日刊工業新聞社 1978
- 『情報やデータのメカニズム : 物をつくるための集め方と解析のコツ』日科技連出版社 1978年
- 『ソフトウェア・エンジニアリング : ソフトウェアの開発・生産と品質保証』日科技連出版社 1979年
- 『ヒューマン・エラーのメカニズム : 生産活動のための対処と活用のコツ』日科技連出版社 1980年
- 『信頼性工学』コロナ社 1980年
- 『ソフトウェアの信頼性』日科技連出版社 1983年
- 『信頼性工学演習』コロナ社 1984年
- 『プログラミングの生産・管理』昭晃堂 1984年
- 『コンピュータ犯罪のメカニズム : コンピュータ・セキュリティへの対応』日科技連出版社 1989年
- 『コンピュータ犯罪のからくり』コロナ社 1989年
- 『プロジェクト管理のメカニズム : 高度情報時代のための人間学的プロジェクト管理のコツ』日科技連出版社 1991年
- 『経営情報のためのソフトウェア製品生産工学入門』（石田厚子と共著）日科技連出版社 1992年
- 『ソフトウェア製品生産のためのQCDS : ネオダマ時代の温故知新的アプローチ』日科技連出版社 1996年
- 『ソフトウェア開発におけるプロジェクト・リーダの条件』ソフト・リサーチ・センター 1997年
- 『系統技術のメカニズム : ズボラ人間的ノウハウ集』日科技連出版社 1998年
- 『プロジェクト・リーダのためのソフトウェア開発計画・推進・実践マニュアル』ソフト・リサーチ・センター 1998年
- 『IT革命の光と影 : 技術と人間の絡み合い』日本規格協会 2002年
- 『朱に交われば赤くなる : 役人根性の本質に迫る』作品社 2007年
- 『菅野文友の!!プロジェクト・リーダの条件』ソフト・リサーチ・センター 2008年
- 『SEのための確率の常識 : 知らないと損をする!! : 文友流』ソフト・リサーチ・センター 2008年
- 『巷の人間術 : 厄人と政治屋には無縁の秘伝』作品社 2014年

## 受賞
- 日経品質管理文献賞 1976年[1]
- 日経品質管理文献賞 1991年[1]
- 日経品質管理文献賞 1993年[1]
- デミング賞本賞 1995年[5]
- 日経品質管理文献賞 1995年[1]
- 日経品質管理文献賞 1997年[1]